# جيمس غروفر ماكدونالد
جيمس غروفر ماكدونالد (بالإنجليزية: James Grover McDonald) (29 نوفمبر 1886 – 25 سبتمبر 1964) دبلوماسي أمريكي. شغل منصب أول سفير للولايات المتحدة في إسرائيل.

## النشأة
ولد ماكدونالد في كولدووتر، أوهايو، في 29 نوفمبر 1886. كان والداه يديران فندقا، ثم انتقلا لاحقا إلى ألباني، إنديانا، لتشغيل فندق ثان.
حصل ماكدونالد على درجة البكالوريوس من جامعة إنديانا بلومنجتون (IU) في عام 1909، وأكمل درجة الماجستير في التاريخ والعلوم السياسية والعلاقات الدولية في جامعة إنديانا في عام 1910. تم اختياره للحصول على زمالة تدريس في التاريخ في جامعة هارفارد، وبقي هناك حتى عودته إلى جامعة إنديانا كأستاذ مساعد في عام 1914.
أثناء إقامته في ألباني، التقى ماكدونالد بروث ستافورد، وتزوجا في عام 1915. كان لديهم طفلان، ابنتان باربرا آن وجانيت. كان ابن شقيق ماكدونالدز مدير مكتبة جامعة كونيتيكت جون بي ماكدونالدز.
درس ماكدونالد في جامعة إنديانا حتى عام 1918، بما في ذلك استراحة في عامي 1915 و1916 للدراسة في إسبانيا كزميل مسافر في جامعة هارفارد. كما قام بتدريس الدورات الصيفية في جامعة جورجيا في عامي 1916 و1917.
في عام 1919 انتقل ماكدونالد إلى مدينة نيويورك للعمل في جمعية إصلاح الخدمة المدنية.

## المسيرة اللاحقة
- رئيس مجلس إدارة جمعية السياسة الخارجية (1919-1933)
- المفوضية السامية لعصبة الأمم لشؤون اللاجئين القادمين من ألمانيا (1933–1935)
- عضو هيئة التحرير، صحيفة نيويورك تايمز (1936–1938)
- رئيس «لجنة الرئيس روزفلت الاستشارية للاجئين السياسيين»
- عضو وفد الولايات المتحدة في مؤتمر إيفيان (1938)
- رئيس معهد بروكلين للفنون والعلوم (1938-1942)
- رئيس اللجنة الاستشارية للرئيس المعنية باللاجئين السياسيين (1938-1945)
- محلل أخبار، شركة الإذاعة الوطنية، الشبكة الزرقاء (1942–1944)
- عضو لجنة التحقيق الأنجلو أمريكية 1946
- الممثل الخاص للولايات المتحدة لدى إسرائيل (1948–1949)
- سفير الولايات المتحدة لدى إسرائيل (1949–1951)
- رئيس المجلس الاستشاري، مؤسسة التنمية لإسرائيل (1951-1961)

## المفوض السامي لشؤون اللاجئين القادمين من ألمانيا
في عام 1933 تم تعيين ماكدونالد لرئاسة المفوضية العليا للاجئين (اليهود وغيرهم) القادمين من ألمانيا. تم اقتراح هذه الهيئة في أكتوبر 1933. ووفقا للاقتراح، ستكون المفوضية العليا منظمة مستقلة تماما مسؤولة عن إيجاد التمويل الخاص بها لأنها لن تتلقى أي دعم مالي من عصبة الأمم التي تنتمي إليها. ولم تكن اللجنة مسؤولة أمام عصبة الأمم بل أمام مجلس إدارة اللجنة فحسب. تم تمرير قرار هذه اللجنة في 12 أكتوبر 1933.
خلال فترة عمله كمفوض سامي، سعى ماكدونالد إلى العديد من السبل للحصول على الدعم في جهوده لإنقاذ اليهود الألمان الذين يعانون. ووجه العديد من النداءات إلى منظمات، مثل حكومة الولايات المتحدة و‌الفاتيكان، للحصول على الدعم، لكنه وجد نفسه معزولا في نهاية المطاف. تم تقديم وعود بالمساعدات المالية، كما كان الحال مع تبرع بقيمة عشرة آلاف دولار من الكونغرس الأمريكي وعد به الرئيس روزفلت، ولكن لم يتم الوفاء إلا بعدد قليل منها. خلال فترة ولايته، أصبح ماكدونالد صهيونيا، ويرجع ذلك جزئيا إلى علاقاته الوثيقة مع حاييم وايزمان ونائبه نورمان بنتويتش. التقى ماكدونالد مع الصندوق البريطاني المركزي لليهود الألمان (الآن الإغاثة اليهودية العالمية) بشكل متكرر لمناقشة مقترحات الهجرة لليهود الألمان.
في نهاية المطاف، أصبح ماكدونالد محبطا بسبب نقص الدعم والتعاطف الذي واجهه خلال فترة عمله كمفوض سام لشؤون اللاجئين (اليهود وغيرهم). بعد أن عجز عن العثور على منازل جديدة للعديد من اللاجئين اليهود النازحين، استقال ماكدونالد من منصبه في 27 ديسمبر 1935.

## السفير لدى إسرائيل
كان ماكدونالد عضوا في لجنة التحقيق الأنجلو أمريكية حول فلسطين التي أنشئت في 10 ديسمبر 1945 لدراسة إمكانيات الاستيطان الجماعي لليهود الأوروبيين في فلسطين. ودعا تقريرها النهائي الصادر في 30 نيسان/أبريل 1946 إلى قبول 100,000 نازح يهودي فورا في فلسطين.

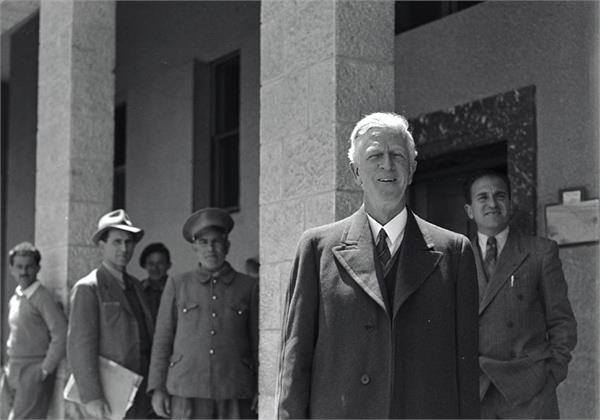
ماكدونالد في القدس 1947

وفي 23 يوليو 1948، عين ممثلا خاصا للولايات المتحدة لدى إسرائيل. وكان تعيينه اختيارا شخصيا من الرئيس ترومان. عارضه وزير الدفاع جيمس فورستال واستاء منه وزير الخارجية جورج مارشال. لم يكن دبلوماسيا محترفا وكانت علاقته صعبة مع موظفي وزارة الخارجية الذين أشار إليهم باسم «الفنيين».
وفي طريقه لتولي منصبه، عقد اجتماعا في لندن مع وزير الخارجية بيفن – «كان علي أن أقول لنفسي إن هذا لم يكن هتلر جالسا أمامي» – حيث استفز بيفن ليفقد أعصابه من خلال اقتراح أن ترسل بريطانيا ممثلا دبلوماسيا إلى تل أبيب. وصل إلى حيفا في 12 أغسطس 1948. وخلال الأشهر الأولى التي قضاها في البلد، كانت هناك مخاوف جدية على أمنه. قبل ثلاثة أشهر، اغتيل توماس سي واسون، القنصل الأمريكي في القدس، في القدس الغربية. وفي 22 آب/أغسطس، اختطفت عصابة شتيرن كبير كتبة الرموز في القنصلية الأمريكية في القدس واحتجزته لمدة 24 ساعة تقريبا. ازدادت المخاوف في أعقاب مقتل فولك برنادوت في سبتمبر.
وانتقد رفض الحكومة المؤقتة السماح لأي لاجئ عربي بالعودة إلى ديارهم. وجادل بأن هذا من شأنه أن يسبب مرارة دائمة، لكنه ضغط باستمرار على وزارة الخارجية، وكذلك الرئيس ترومان شخصيا، من أجل الاعتراف الدبلوماسي. في 24 أغسطس 1948، أرسل برقية إلى ترومان: «لقد توصلت إلى استنتاج مفاده أن التركيز اليهودي على مفاوضات السلام هو أكثر صحة من التركيز الحالي للولايات المتحدة والأمم المتحدة على الهدنة ونزع السلاح [من القدس] واللاجئين». وفي سبتمبر، جادل بأن التأخير في الاعتراف «يشجع اليهود فقط على موقفهم العدواني». خلال الحملة الانتخابية للكنيست الأول، ديسمبر 1948، حذر رؤساءه مرارا وتكرارا من تهديد الاتحاد السوفيتي الذي يحاول التأثير على النتيجة. في 25 يناير 1949، قبل يوم الانتخابات مباشرة، نجح في الحصول على موافقة بنك التصدير والاستيراد الأمريكي الإسرائيلي.
في بداية مفاوضات الهدنة، يناير 1949، أرسل ماكدونالد إلى وزارة الخارجية تقييما من أربع صفحات للقدرة العسكرية الإسرائيلية ذكر فيه أن القوة الإسرائيلية الحالية هي «... 30,000 في الوقت الحاضر، مع 30,000 مساعد إضافي فوق السن (بما في ذلك النساء) الذين يتم استدعاؤهم بشكل متقطع.... إن الرقم الشائع عن» جيش دفاع إسرائيلي«من 80,000 رجل مقاتل هو، في رأي المستشار [نفسه] مبالغة». ويقارن هذا مع تقييم أجراه بعد ثلاثة أشهر الملحق العسكري الخاص به لاستخبارات الجيش بأنه بعد تسريح 10٪ ، كان لدى إسرائيل جيش دائم يتراوح بين 95,000 و 100,000 مع حوالي 20,000 إلى 30,000 احتياطي.
وفي أوائل فبراير 1949، رقي منصبه إلى سفير كامل.
وعارض بشدة رفض الحكومة الأمريكية الاعتراف باحتلال إسرائيل للقدس. ورفض طلبه إلى وزارة الخارجية للحصول على إذن لحضور الجلسة الافتتاحية للكنيست الأول في القدس. وقد استغل منصبه لتجنب أي تسليط الضوء على هذه السياسة. في 29 يوليو 1950، كسر الحظر المفروض على القيام بأعمال رسمية في المدينة عندما عقد اجتماعا مع ديفيد بن غوريون لمناقشة اندلاع الحرب الكورية.
واحتج أمام وزارة الخارجية عندما انتقد الرئيس ترومان إسرائيل في يونيو 1949 وهدد بفرض عقوبات عليها في أعقاب إعلانات بأن إسرائيل قد تضم قطاع غزة. وفي نوفمبر 1948 ضغط على وزارة الخارجية لصالح عضوية إسرائيل في الأمم المتحدة. كما كان نشطا في الحصول على تأشيرة زيارة مناحم بيغن لدخول الولايات المتحدة لإلغاء الحظر المفروض على دخول أعضاء المنظمات الإرهابية إلى البلاد.
قام بحملة للحصول على قرض أمريكي لتطوير ميناء حيفا وشارك في أول اتفاقية تجارية رسمية بين البلدين - المعاهدة الجوية الإسرائيلية الأمريكية لعام 1950.
وعقد اجتماعين مع البابا بيوس الثاني عشر دافع فيهما عن الاعتراف البابوي بإسرائيل الذي تم حجبه بسبب رفض إسرائيل السماح للمسيحيين بالعودة إلى ديارهم في القدس الغربية بعد عملية يبوسي.
بعد نشر كتابه مهمتي في إسرائيل. 1948–1951، تم إرسال نسخة مجانية إلى كل حاخام في الولايات المتحدة.
وبالعودة إلى الولايات المتحدة، أضاف اسمه إلى قائمة الجماعات الصهيونية، 23 أكتوبر 1953، التي أصدرت بيانا يدين التهديد بقطع المساعدات خلال الأزمة بسبب تحويل المياه من نهر الأردن.

## المفكرة
كان جيمس غروفر ماكدونالد أول سفير أمريكي لدى إسرائيل، لكنه كان أكثر من ذلك بكثير. احتفظ بمذكرات سجلت لقاءاته مع بعض الشخصيات التي صنعت التاريخ في 1930s ، وأنشطته نيابة عن اليهود في 1930s عندما لم يستمع أحد.
كانت مذكراته، التي لم تكن مخصصة للنشر أبدا، تملي على سكرتيرته في نهاية كل يوم، لأنه يعتبر نفسه متحدثا أفضل من كاتب. وفي عدد من المناصب الدبلوماسية الرئيسية، تمكن من الوصول إلى أعلى مستويات الحكومة في أوروبا والولايات المتحدة. يومياته، التي بدأت في عام 1922، تسجل الأحداث حتى عام 1936. وبصفته المفوض السامي لشؤون اللاجئين في عصبة الأمم من عام 1933 إلى عام 1935، رأى بنفسه ما كان النازيون يخططون له، وكان يعتقد - قبل وقت طويل من استيعاب العديد من اليهود الألمان للتهديد - أن هتلر سوف يدمر يهود أوروبا.
ولد في كولدووتر، أوهايو، في عام 1886، وبما أن والدته كانت ألمانية، فقد تحدث اللغة بطلاقة. درس في جامعة هارفارد وأصبح صديقا للطلاب الألمان الزائرين، الذين أصبحوا فيما بعد نازيين بارزين. في عمله كرئيس لجمعية السياسة الخارجية، وهي وظيفة شغلها من عام 1919 إلى عام 1933، زار ألمانيا بانتظام. تحدث المسؤولون النازيون، الذين سحرتهم ملامحه الألمانية والأكويلينية بطلاقة، بصراحة عن خططهم لليهود. في 4 أبريل 1933، سجل اجتماعه مع اثنين من المسؤولين النازيين: "كنت أتطلع إلى تحليل مستنير للبرنامج الاقتصادي النازي. بدلا من ذلك، بعد أن ناقشنا الأمر لمدة 10 أو 15 دقيقة، عاد كل من دايتز ولوديك إلى موضوع اليهود، والذي يبدو أنه هاجس مع الكثير من النازيين. كانت التعبيرات العرضية التي استخدمها كلا الرجلين في الحديث عن اليهود من شأنها أن تجعل المرء يتذلل، لأن المرء لن يتحدث هكذا حتى عن أكثر الناس انحطاطا.
«عندما أشرت إلى عدم تصديقي لنظرياتهم العنصرية، قالوا ما قاله النازيون الآخرون:» لكن بالتأكيد أنت، نوع مثالي من الآرية، لا يمكن أن تكون غير متعاطف مع وجهات نظرنا«. كان لدي انطباع بأنهم حقا يضعون متجرا لا يصدق من خلال خصائص جسدية مثل الرؤوس الطويلة والشعر الخفيف».
كان مقتنعا جدا بأن اليهود كانوا على وشك التدمير في ألمانيا لدرجة أنه ناشد المجتمع الدولي للمساعدة في توطينهم خارج الرايخ - لكنه لم يحقق نجاحا يذكر. وكما كتبت ديبورا ليبشتات في مراجعتها لليوميات، التي نشرت الآن ككتاب، «المحامي عن المحكوم عليهم»، «حاول ماكدونالدز، على عكس العديد من معاصريه، إحداث فرق في ما سيصبح قصة فريدة من نوعها عن الهلاك والدمار». في ديسمبر 1935، استقال احتجاجا على عدم وجود دعم لعمله. في وقت لاحق، لعب دورا في إنشاء إسرائيل كوسيط بين إدارة ترومان والآباء المؤسسين.
واليوم، توجد جميع مذكراته الخاصة في متحف الولايات المتحدة التذكاري للهولوكوست. في مايو 2003، تلقى مدير مكتبة المتحف رسالة من ابنة الرجل الذي كان سيكتب سيرة ماكدونالدز، قائلا إن والدها توفي قبل الأوان وأنها تمتلك حوالي 500 صفحة من اليوميات. سلمت الكتابات إلى المتحف وأدرك أمين الأرشيف على الفور أن المجموعة لم تكن ذات أهمية تاريخية كبيرة فحسب، بل إنها لا تمثل سوى جزء صغير من إجمالي كتاباته.
ومن خلال إجراء تحقيقات مضنية، اكتشف أن بقية المواد كانت بحوزة ابنة ماكدونالدز، باربرا ماكدونالد ستيوارت، وهي مؤرخة أيضا. وافقت على التبرع ب 10000 صفحة مطبوعة من إدخالات اليوميات إلى المتحف ووافقت على المشاركة في تحريرها للنشر. المجلد الأول، الذي يغطي السنوات 1932-1935، ظهر المحامي عن المحكوم عليهم في عام 2007. أما المجلد الثاني، الذي يشمل الفترة 1935-1945، «اللاجئون والإنقاذ»، فقد نشر في عام 2009. أما المجلد الثالث، الذي يغطي الفترة 1945-1947، «إلى أبواب القدس»، فقد ظهر في عام 2014. تم نشر المجلد الأخير من مذكراته، التي تتناول 1948-1951، المبعوث إلى أرض الميعاد، في يونيو 2017.
بعد تقاعده سفيرا لدى إسرائيل، استمر ماكدونالد – الذي كان على علاقة حوارية مع هتلر وروزفلت والكاردينال باتشيلي (بيوس الثاني عشر في المستقبل) وحاييم وايزمان – كصهيوني شغوف وساعد في بيع سندات إسرائيل حتى وفاته في عام 1964.

## الوفاة والدفن
في التقاعد أقام ماكدونالد في برونكسفيل، نيويورك. توفي في المستشفى في وايت بلينز، نيويورك في 25 سبتمبر 1964. أقيمت جنازته في الكنيسة الإصلاحية ودفن في مقبرة سترونغ في ألباني، إنديانا.